# Artur Tuźnik

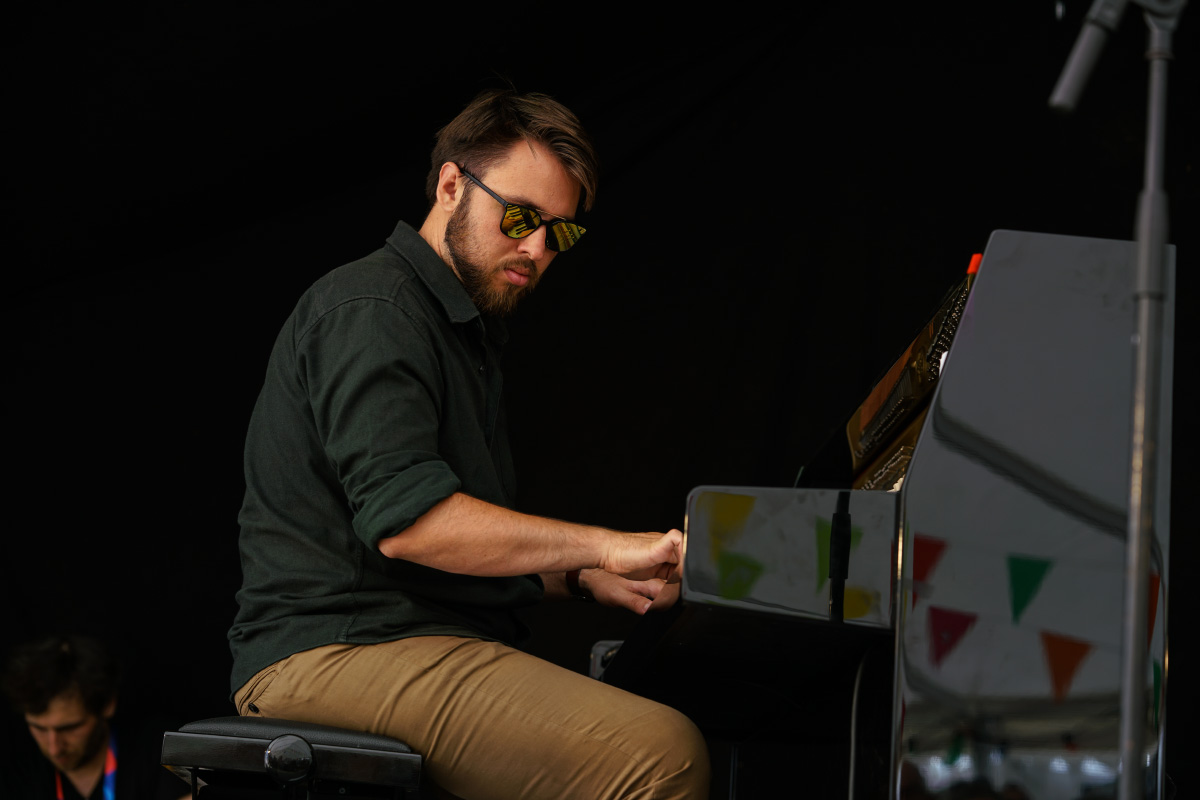
Artur Tuźnik (Aarhus Jazz Festival, 2019)

Artur Tuźnik (* 1989) ist ein polnischer Jazzmusiker (Piano, Komposition), der zunächst als Mitglied der Tomasz Stańko Experience bekannt wurde.

## Leben und Wirken
Tuźnik studierte zunächst in Lublin und seit 2008 in Odense Jazzpiano und klassisches Klavier. In Kopenhagen absolvierte er am Rytmisk Musikkonservatorium seinen Master in Jazzpiano und gehörte dann dort zur Solistenklasse; er setzte dann seine Studien am Det Kongelige Danske Musikkonservatorium fort. Sein Spiel ist stilistisch auch vom Impressionismus und der Volksmusik Polens beeinflusst.
In verschiedenen Projekten hat Tuźnik mit Künstlern wie Jeremy Pelt, Tony Malaby, Anders Christensen, Carsten Dahl, Andreas Lang, Richard Andersson, Anders Mogensen, Tomasz Dąbrowski und Kresten Osgood gearbeitet. 2011 gab er sein Plattendebüt mit seinem Licak/Tuznik Quintett. Es folgte eine Veröffentlichung seines Outbreak Quartett beim Label von Radio Katowice, nachdem die Band den wichtigen polnischen Jazzwettbewerb Bielska Zadymka Jazzowa gewonnen hatte. Bei der Jazzwoche Burghausen 2014 beeindruckte sein Spiel im Quartett von Igor Osypov die Jury so, dass er einen (ungeplanten) Sonderpreis für den besten Solisten des Abends erhielt.
2016 erschien ein Album seines Trios mit Nils Davidsen und Jakob Høyer beim polnischen Label Multikulti, das international positive Beachtung fand.
Tuźnik stellte zudem in Kooperationen mit dem Atom String Quartet, Thomas Agergaard, Maciej Obara, Moo Latte und mehreren anderen Formationen seine Kompositionen vor. Im Rahmen des CPH-Jazzfestivals 2018 fand die Uraufführung seines Crossover-Werks SWAN Suite statt; sie erhielt 5 Sterne in der Zeitschrift Politiken. Seine Komposition Woods wurde mit einem Preis der Autorenvereinigung Danske Populær Autorer  ausgezeichnet und von der Danish Radio Big Band präsentiert und live übertragen. 
Tuźnik arbeitete zudem im Trio The Space Above mit der bolivianischen Flötistin Flavia Huarachi und dem norwegischen Schlagzeuger Simon Albertsen; dort wurden seine Kompositionen Werken der Alten Musik gegenübergestellt. Er ist auch auf Alben von Maciej Kądziela, Zawartko / Piasecki, Kārlis Auziņš und Donatas Petreikis zu hören.